# در میان غریبه‌ها
در میان غریبه‌ها (به انگلیسی: Between Strangers) فیلمی به کارگردانی ادواردو پونتی و تهیه‌کنندگی الدا فری و با بازی دبراه کاراآنگر، میراسورونیو، پیت پاستلوایت و سوفیا لورن محصول سال ۲۰۰۲ کشورهای کانادا و ایتالیا است.

## خلاصه داستان
داستان فیلم روایت‌کننده داستان زندگی سه زن است که به‌طور موازی به تصویر کشیده می‌شود.
کاترین زنی است که تنها وسیله ارتباطی او با همسر و دختر بچه‌اش، پیغام‌های تلفنی دخترش برای اوست. پدر کاترین چند سال پیش به خاطرکارهای خلاف به زندان افتاده است و مادرش نیز به وسیلهٔ اعضای یک باند خلافکار کشته شده است. پدر پس از سپری شدن دوران حبس اکنون از زندان آزاد می‌شود و بلافاصله به منظور کنار آمدن با گذشته تاریکی که داشته به محل زندگی سابق خود با همسر مرحومش مراجعه می‌کند که اکنون یک زن و شوهر جوان دیگر در آنجا زندگی می‌کنند.